# Néa Moudhaniá
Néa Moudhaniá (Nea Moudania) är en ort i Grekland.   Den ligger i prefekturen Chalkidike och regionen Mellersta Makedonien, i den nordöstra delen av landet, 250 km norr om huvudstaden Aten. Néa Moudhaniá ligger 3 meter över havet och antalet invånare är 9 342.
Terrängen runt Néa Moudhaniá är platt. Havet är nära Néa Moudhaniá åt sydväst.  Närmaste större samhälle är Polýgyros, 19,9 km nordost om Néa Moudhaniá. 